# Kasteel Groenendaal (Waltwilder)

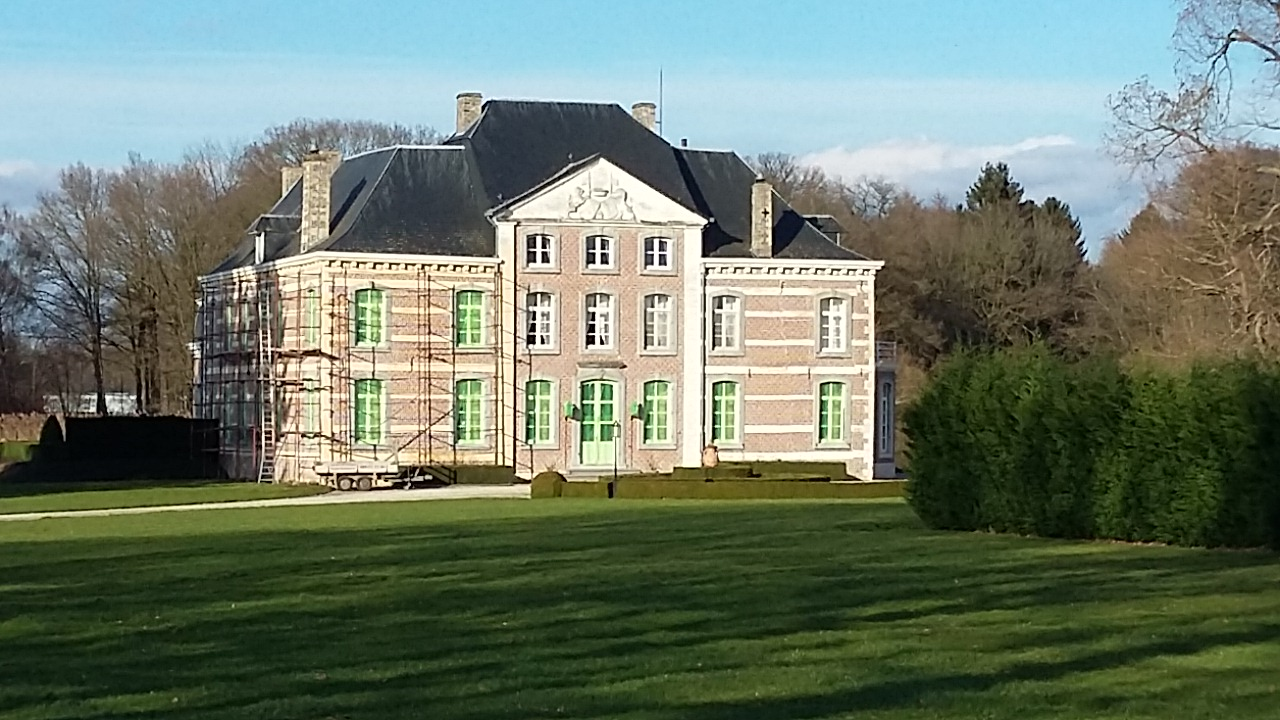

Kasteel Groenendaal is een kasteel dat deel uitmaakt van Waltwilder, hoewel het dichter bij Munsterbilzen en Hoelbeek ligt. Het is gelegen aan Groenendaal 1 en 2.

## Geschiedenis
Oorspronkelijk heette dit goed Croenendael of Croonendael. Later kreeg het de huidige, feitelijk foutieve, naam. Het was een Loons leen, dat ook Hoelbeek en Jonckholt één leengoed vormde. Dit werd eind 14e eeuw gedeeld en Croenendael kwam in bezit van Aleidis van Jonckholt, die gehuwd was met Godenoel van Elderen, die reeds heer van Elderen was.
In 1477 kwam Croenendael in bezit van de familie Lamboy. Op kerstdag 1693 stierf een niet nader genoemde "villicus in Croonendael"; in mei 1730 had Godefridus Danzel die functie, getrouwd met Joanna Rosseau; in november 1736 was het Egidius Pacquaij, getrouwd met Margareta Iaddoul; in december 1739 was het Joannes Leonardus Du Mont getrouwd met Barbara Broeffaer - - in 1744 geschreven als Lemont en Mouffar - PR Waltwilder.] 
In 1757 kwam het aan de familie De Grady. Michel Joseph de Grady, die overleed in 1786, verbouwde het toenmalige 17e-eeuwse kasteel, dat uitgevoerd was in Maaslandse renaissancestijl, omstreeks 1761 tot een classicistisch gebouw. Ook de bijbehorende boerderij werd in deze stijl verbouwd.
In 1861 kwam het landgoed toe aan Emile de Rosen de Borgharen, en het is nog steeds in bezit van particulieren. Er werd een park aangelegd in Engelse landschapsstijl en daarin werden restanten van de vroegere omgrachting verwerkt.
In 1992 werd het verkocht na het overlijden van Pierre de Rosen de Borgharen in 1990.

## Gebouwen
Het eigenlijke kasteel bevindt zich aan Groenendaal 1. Nog steeds is hierin de 17e-eeuwse kern aanwezig, waarvan onder meer de muurankers en de mergelstenen speklagen nog getuigen. Vooral de zuidelijke voorgevel en de voorgevel van de oostelijke vleugel tonen deze kenmerken nog. Het interieur werd wel geheel aan de laat-18e-eeuwse smaak aangepast en is uitgevoerd in Lodewijk XV-stijl en Lodewijk XVI-stijl. De centrale salon is versierd met stucwerk, bloemslingers, vazen, tortelduiven en vruchtenkorven in deze stijlen.
Aan Groenendaal 2 bevindt zich de kasteelhoeve. Het is een gesloten hoevecomplex, met nog enkele 17e-eeuwse overblijfselen, maar sterk verbouwd in de 19e eeuw. Enkele dienstgebouwen zijn laat-20e-eeuws.
Het kasteel is niet toegankelijk.